# Luncșoara, Mehedinți
Luncșoara este un sat în comuna Broșteni din județul Mehedinți, Oltenia, România.